# Letto a castello

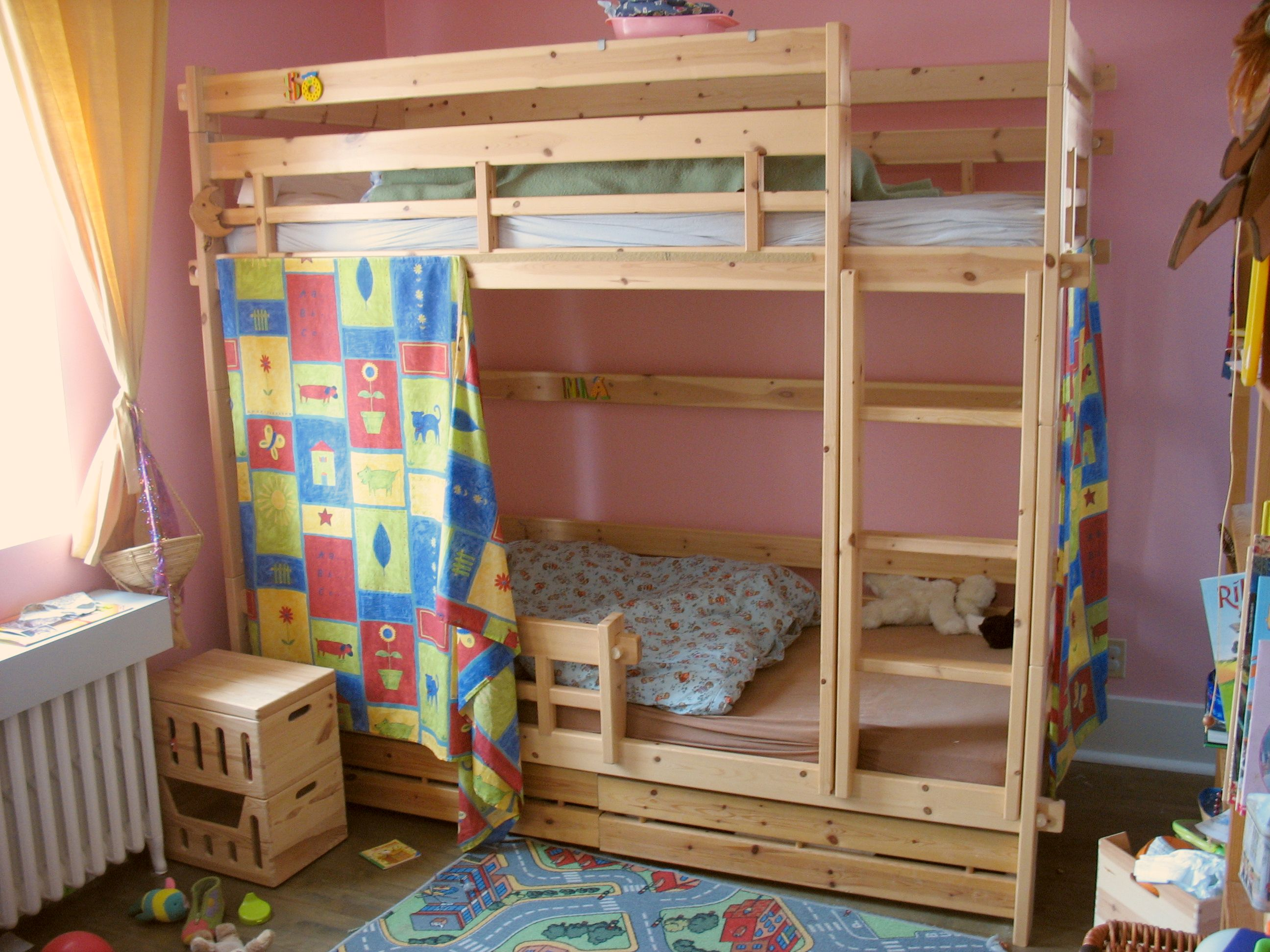
Un letto a castello

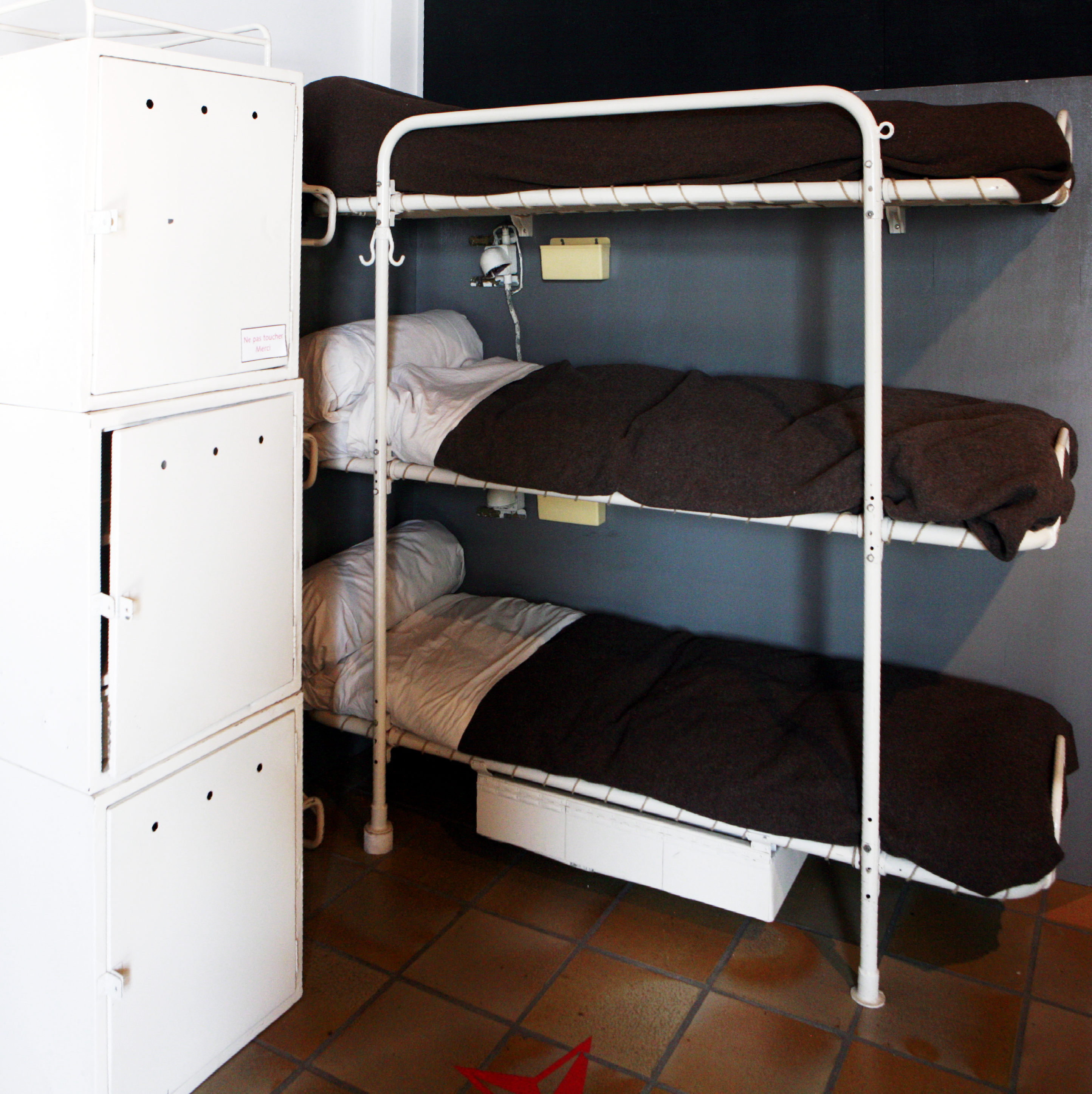
Letto a castello della portaerei Clemenceau.

Un letto a castello è un tipo di letto in cui due o più reti sono sovrapposte l'una sull'altra. La natura di un letto a castello consente a più persone di dormire nella stessa stanza occupando il minimo spazio in pianta, cioè sulla superficie del pavimento. I letti a castello sono quindi tipicamente utilizzati laddove gli spazi sono limitati, come sulle navi e nelle caserme, o in luoghi dove si desiderino aumentare i posti letto come dormitori, bungalow, roulotte e camper, ostelli, camerette per bambini o celle di prigioni, ecc.
I letti a castello sono normalmente sorretti da quattro sostegni tipo pali ai quattro angoli del letto. Per raggiungere la rete o letto superiore viene usata una scaletta. Il letto superiore può essere circondato da una sponda per impedire che l'occupante cada, ed alcuni modelli hanno anche una tenda per la privacy del letto inferiore. A causa dell'altezza del letto superiore e della necessità di raggiungerlo con la scaletta, negli USA se ne sconsiglia l'uso da parte di bambini al di sotto dei sei anni di età.
Il letto a soppalco è un tipo di letto a castello in cui si ha solo la cuccetta superiore; in questo modo si creano nella parte sotto, degli spazi che possono essere occupati da una cassa, cassetti, o anche da una zona di lavoro con una scrivania. I letti a soppalco permettono di usare efficacemente anche gli spazi più piccoli, grazie all'utilizzo dell'area verticale che altrimenti rimarrebbe inutilizzata.

## Tipi di letti a castello
La tipologia più comune di letto a castello è quello caratterizzato da due materassi di eguale dimensione, posti direttamente uno sopra l'alto. Un ulteriore tipo di letto a castello completo, è organizzato come la versione classica, ad eccezione della parte inferiore del materasso che sarà a una piazza intera e quella superiore a due piazze.
Un letto a castello Futon si compone di una cuccetta classica, con la differenza di avere nella parte inferiore un divano di tipo occidentale che si trasforma in un letto, invece del letto classico. Il letto Futon può essere utilizzato per risparmiare lo spazio in piccole camere o appartamenti, in quanto il letto inferiore si trasforma per comodità in un divano durante il giorno.
Il letto a castello a L, vede il letto inferiore orientato ad angolo retto rispetto al superiore, così da ottenere da una prospettiva superiore, dunque guardando dall'alto, proprio la forma della lettera L. Ciò, inoltre, crea un piccolo spazio dove può essere collocato uno scaffale o una scrivania.